# Am Rande der Schatten
Am Rande der Schatten ist der zweite Roman der Schatten-Trilogie, einer  High-Fantasy-Veröffentlichung des US-amerikanischen Autors Brent Weeks. Er wurde erstmals 2008 veröffentlicht. Auf Deutsch ist der Roman in der Übersetzung durch Hans Link 2010 bei Blanvalet erschienen.
Die Geschichte spielt im fiktiven Land von Midcyru. Es dreht sich um Kylar, den Nachtengel, einst ein Lehrling von Durzo Blint, einem ehemaligen gefeierten wetboy, und seiner Reise zur Vergeltung gegen diejenigen, die sein Königreich Monate vor den Ereignissen des Romans in einem Putsch zerrissen haben.

## Handlung
Gottkönig Garoth Ursuul hat die Macht in Cenaria übernommen und manipuliert die Zukunft und das Schicksal aller, die dort leben. Viele Adlige, angeführt von der selbsternannten Königin Terah Graesin, haben die zerstörte Stadt den Khalidoranern überlassen. Kylar versucht, das Schattenleben, das seinen Meister ruiniert hat, hinter sich zu lassen, und flieht nach Caernarvon und einem idyllischen Leben mit Elene. Aber die Dunkelheit findet Kylar auf dem Weg zum Licht, als Freunde für einen letzten Job zurückkehren und Kylar mehr darüber erfährt, wer Durzo und letztendlich Kylar sind. Kylar ist zu einer gigantischen Macht mit einem Fuß im Licht und im Dunkeln geworden, muss sich jedoch entscheiden, welchen Weg sie gehen soll.
Kylar Stern hat das Leben eines Attentäters abgelegt. Nach dem gewaltsamen Putsch des Gottkönigs sind sowohl sein Meister als auch sein engster Freund tot. Sein Freund war Logan Gyre, Erbe von Cenarias Thron, aber nur wenige der herrschenden Klasse überleben, um seinen Verlust zu betrauern. Kylar fängt also von vorne an: neue Stadt, neue Gefährten und ein neuer Beruf.
Aber als er erfährt, dass Logan lebend, gefangen und versteckt sein könnte, steht Kylar vor einer unmöglichen Wahl: Er könnte den Weg der Schatten für immer aufgeben und Frieden mit seiner jungen Familie finden. Oder er könnte seinem Zerstörungsdrang erliegen, der jahrelangen Ausbildung, um seinen Freund und sein Land zu retten – und alles verlieren, was ihm lieb ist.

## Ausgaben
- Shadow's Edge. Orbit, 2008, ISBN 978-1-84149-741-9.
  - Am Rande der Schatten. Heyne, 2012, ISBN 978-3-453-52942-7.